# Chiesa di Sant'Alessandro (Albizzate)
La chiesa di Sant'Alessandro è la parrocchiale di Albizzate, in provincia di Varese e arcidiocesi di Milano; fa parte del decanato di Gallarate.

## Storia
La prima citazione di una cappella risale alla fine del XIII secolo ed è contenuta nel Liber Notitiae Sanctorum Mediolani di Goffredo da Bussero, in cui si legge che era filiale della pieve di Gallarate; una siffatta situazione si riscontra pure nel Liber seminarii del 1564.
Nella relazione della visita pastorale del 1570 dell'arcivescovo Carlo Borromeo si riscontra che i parrocchiani assommavano a circa 600; la chiesa fu rimaneggiata nel 1641.
Dalla relazione della visita pastorale del 1750 dell'arcivescovo Giuseppe Pozzobonelli si apprende che a servizio della cura d'anime vi era il solo parroco, che i fedeli ammontavano a circa 650 e che la parrocchiale aveva come filiali gli oratori della Santissima Trinità, di San Luigi e di Santa Maria Vergine in Valdarno; pochi anni dopo, nel 1762 la chiesa fu integralmente ricostruita con pianta a croce greca.
Nel 1865 l'interno dell'edificio venne decorato dal pittore Barbiani; alcuni decenni dopo, l'arcivescovo Andrea Carlo Ferrari, durante la sua visita, trovò che il parroco, di nomina arcivescovile, era assistito da un coadiutore, che il numero dei fedeli era pari a 1450 e che nella parrocchiale, da cui dipendevano gli oratori della Santissima Trinità, di San Luigi di Tolosa, di San Giovanni Battista, della Purificazione di Maria Vergine, avevano sede la Pia Unione delle Figlie di Maria, la compagnia di San Luigi Gonzaga, i Terziari francescani e l'Apostolato del Sacro Cuore.
Con la riorganizzazione territoriale dell'arcidiocesi voluta dal cardinale Giovanni Colombo, tra il 1971 e il 1972 la parrocchia confluì nel decanato di Gallarate, nato dalla trasformazione del precedente omonimo vicariato; sempre negli anni settanta si procedette all'adeguamento liturgico secondo le norme postconciliari mediante l'aggiunta dell'altare rivolto verso l'assemblea e la rimozione delle balaustre che delimitavano il presbiterio, mentre poi la chiesa fu restaurata tra il 1983 e il 1985.

## Descrizione

### Esterno
La facciata della chiesa, rivolta a occidente, è preceduta da un portico, caratterizzato da tre archi sorretti da colonne e pilastri, e presenta al centro il portale d'ingresso e sopra un dipinto avente come soggetto Sant'Alessandro di Bergamo martire.
Annesso alla parrocchiale è il campanile a base quadrata, la cui cella presenta su ogni lato una monofora a tutto sesto ed è abbellita dal coronamento mistilineo.

### Interno
L'interno dell'edificio si compone di un'unica navata, sulla quale si affacciano delle nicchie con statue e i bracci del transetto, introdotti da ampi archi a tutto sesto, e le cui pareti sono scandite da lesene con capitelli corinzi sorreggenti la cornice aggettante e modanata sopra la quale si impostano le volte e i pennacchi della cupola centrale, abbellita da un affresco raffigurante la Gloria di Sant'Alessandro con San Carlo Borromeo; al termine dell'aula si sviluppa il presbiterio, rialzato di alcuni gradini e chiuso dall'abside.